# Interleukine 19

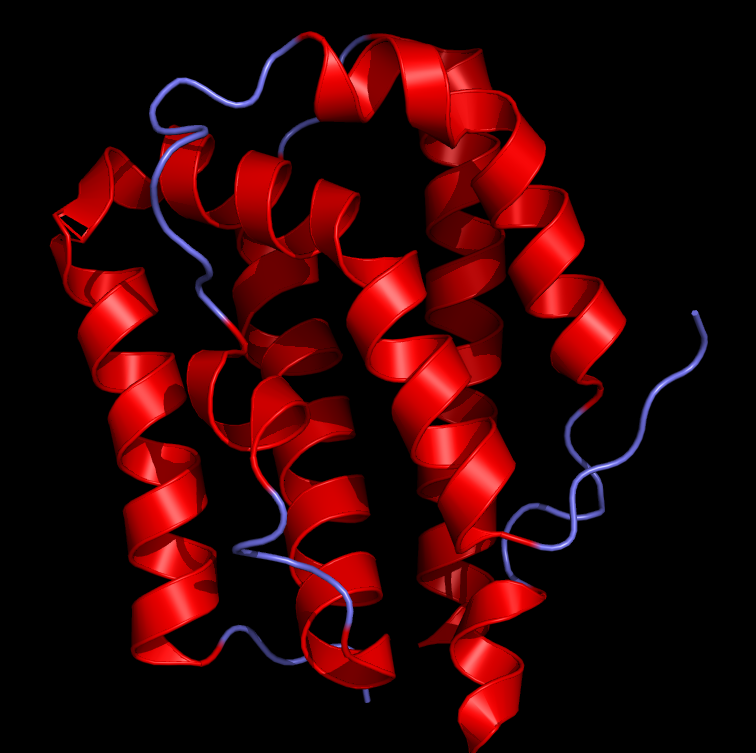
Structure cristalline de l'interleukine 19 humaine.

L'interleukine 19 ou IL-19 appartient à la famille de l'interleukine 10 Cette famille  échange des informations entre les cellules immunitaires et les cellules épithéliales La famille de l'interleukine 10. partagent des sous-unités de récepteurs et des voies de signalisation communes.Tous les membres de la famille des cytokines IL-10 signalent via des récepteurs hétérodimères composés d'une chaîne α et d'une chaîne β  
Les membres de la sous-famille des cytokines IL-20 signalent à travers un récepteur qui se compose d'au moins une chaîne de récepteur IL-20 (IL-20R). L'IL-20Rβ peut se coupler avec l'IL-20Rα formant l'IL-20R de type I, qui agit comme un récepteur pour l'IL-19, l'IL-20 et l'IL-24. De plus, IL-20Rβ forme avec IL-22Rα l'IL-20R de type II par lequel IL-20 et IL-24 peuvent signaler . L'IL-26, qui n'est présente que chez l'homme et non chez la souris, émet des signaux via le récepteur de l'IL-26 qui se compose d'IL-20Rα et d'IL-10Rβ . De plus, IL-22Rα et IL-10Rβ forment le récepteur IL-22 pour IL-22.